# Shiki-Jitsu
Shiki-Jitsu è un film del 2000 diretto da Hideaki Anno, alla sua seconda regia di un lungometraggio non di animazione dopo Love & Pop. È basato sul racconto Tōhimu (逃避夢?) di Ajako Fujitani.

## Riconoscimenti
- 2000 - Tokyo International Film Festival
  - Premio per il miglior contributo artistico (Hideaki Anno)